# Українські сенсації
«Українські сенсації» — проєкт журналістських розслідувань каналу 1+1. Перший випуск програми вийшов 13 листопада 2012 року. Керівником проєкту був Олександр Дубінський. З 2018 по 2020 керівником проєкту став Ален Бобров.
Проєкт «Українські сенсації» виробляє департамент журналістських розслідувань каналу 1+1.

## Концепція
Кожен випуск «Українських сенсацій» — це авторський документальний фільм. Авторами цих фільмів виступають журналісти, котрі працюють над створенням сюжетів для програм «Гроші», «ТСН. Тиждень», «Територія обману».
В процесі роботи журналісти збирають таку кількість шокуючи фактів, що їх вистачає на повноцінний фільм. Усі подробиці, які не увійшли до коротких сюжетів, є у проєкті «Українські сенсації».
Журналістські розслідування тривають місяцями. Репортери «копають» обрану тему у різних напрямках. Наприклад, готуючи фільм «Сусіди дяді Сірьожі», журналіст Станіслав Ясинський на два тижні оселився у містечку Пологи Запорізької області, де впродовж років орудував маніяк. Ясинський знайшов очевидців кривавих подій, а також спробував зрозуміти, чому міліція «вішала» жорстокі вбивства на невинних людей.
Інший репортер Михайло Ткач працював над фільмом про секту «Посольство Боже» більше року.
Ми перші журналісти, які не просто потрапили на богослужіння Аделаджі, а відзняли збір грошей. Нас оточували фанатики, біля Аделаджі завжди купа кремезних охоронців і якби хтось з цих людей побачив, що ми знімаємо, нам були би непереливки, але пощастило. Близько року я «витягував» Аделаджу на відверту розмову. Він не відповідав, — Михайло Ткач.
Усе, що раніше було під грифом «цілком таємно» відтепер в програмі «Українські сенсації»: ексклюзивні подробиці про українських політиків, спортсменів, зірок шоу-бізнесу та про події, які сколихнули всю країну. Невідомі факти, яких не вистачало для повної картинки у справах доктора Пі, «караванського стрільця» та трагічної смерті Оксани Макар стануть відомі українцям…, — офіційний сайт 1+1.

## Усі розслідування
Випуски програми «Українські сенсації» можна переглянути на офіційному сайті каналу 1+1.
| Назва програми               | Зміст | Ефір     |
| ---------------------------- | --- | -------- |
| Убивча секта                 | Ексклюзивні подробиці про найбільшу секту в України «Посольство Боже». Журналісти розказали, скільки українців насправді потрапили у пастку пастора Сандея Аделаджі, хто з зірок шоу-бізнесу та політиків входять в секту та скільки заробляє пастор на бідах українців.                                                                                         | 13.11.12 |
| Зоряні війни                 | Сенсаційні подробиці зіркових розлучень: хто насправді розлучив Іришу Блохіну та репера Ларсона та розлучення на 80 мільйонів доларів найбагатшого українського телеведучого Андрія Пальчевського. | 20.11.12 |
| Операція «Караван»           | Журналісти провели власне розслідування вбивства у «Каравані». Вони взяли перше інтерв'ю у дружини Ярослава Мазурка та поставили під сумнів, що саме він вчинив цей злочин. Також журналісти показали людину, котра стверджує, що охоронець, котрий вижив у стрілянині, не впізнав у нападнику Мазурка.                                                          | 27.11.12 |
| Недитячі забавки             | Журналісти розібрали у деталях справу відомого акордеоніста Ігоря Завадського, якого звинувачують у педофілії. | 11.12.12 |
| Сусіди дяді Сірьожі          | Фільм про те, як міліція призначала «пологівських маніяків». У стрічці йдеться про історію пологівського маніяка Сергія Ткача та долі людей, котрих несправедливо ув'язнили за його злочини. | 18.12.12 |
| Історія доктора Пі           | Ким насправді є Андрій Слюсарчук, відомий мільйонам як «доктор Пі»? До скількох смертей призвели експерименти доктора-самозванця? У фільмі є унікальні кадри операції, яку проводив Слюсарчук на мозку людини, яка призвела до трагічних і фатальних наслідків. Як так сталося, що шахрай отримав нагороду від Президента за досягнення в області медичних наук? | 25.12.12 |
| Оксана Макар. Переосмислення | Інший погляд на історію, що сколихнула весь світ. Звідки беруться садисти і їх жертви? І чи зможе суворий вирок убивцям Оксани Макар гарантувати неповторення подібних трагедій? | 15.01.13 |
| Павліченки. Справа честі     | Павліченки: хто вони насправді та чому їх захищають тисячі українців? Жертвою чиїх інтриг міг стати вбитий суддя Зубков? Автори стверджують, що розібратися нелегко, бо кривава доріжка веде у 90-ті роки та за кордон. | 22.01.13 |
| Гола правда                  | «Гола правда» українського шоу-бізнесу. Чому оголення та вульгарність стали найбільш популярними способами прославитися? | 29.01.13 |
| Прибулець з мерії            | Журналісти шукали, звідки у мера всіх киян Леоніда Черновецького гроші. Виявляється, в лихі 90-ті він не гребував нічим заради збагачення. | 12.02.13 |

## Резонанс
- Після фільму «Операція „Караван“» МВС зробило офіційну заяву на свій захист[7]. Факти, оприлюднені журналістами, також викликали хвилю публікацій у ЗМІ[8].
- Завдяки розслідуванню журналіста Станіслава Ясинського вдалося звільнити невинно засудженого Максима Дмитренка, котрий за злочини маніяка відсидів 8 років[9].